# Pueblos polinésicos

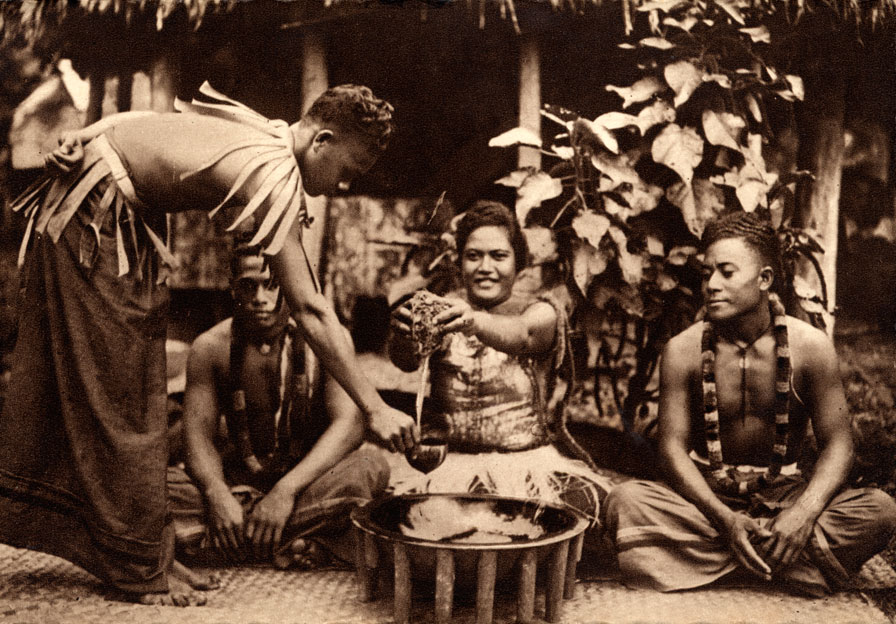

Los pueblos polinésicos son un conjunto de diversos grupos étnicos que comparten lenguas polinesias, una subcategoría de las lenguas oceánicas de la familia de las lenguas austronesias. Estas comuidades habitan en Polinesia y suman más de 1.500.000 personas en total. Entre los pueblos más destacados de la Polinesia se incluyen:
- Aniwa
- Anuta
- Austral
- Futunan
- Hawaianos - 140,000 (incluyendo mestizos: 400,000)
- Kapingamarangi
- Mangareva
- Māori de Nueva Zelanda - 790,000 (incluyendo mestizos)
- Islas Cook - 60,000
- Islas Marquesas
- Moriori
- Niuafoʻou
- Niue - ~20,000-25,000 (gran mayoría vive en Nueva Zelanda)
- Nuguria
- Nukumanu
- Nukuoro
- Ontong Java
- Pileni
- Pukapuka
- Rapan
- Rapanui - ~5,000 (incluyendo mestizos y viviendo en Chile continental)
- Renbelian
- Samoanos - 249,000 (sumando fuera del país: 400,000+)
- Sikaiana
- Tahitianos - 120,000 (incluyendo mestizos: 250,000+)
- Takuu
- Tikopia
- Tokelauan
- Tonganos - 104,000 (sumando fuera del país: 150,000+)
- Tongareva
- Archipiélago de Tuamotu
- Tuvalu - 10,000
- Uvean
- Wallisian

Rotuma, Fitilevu, y en otras partes de Fiyi tienen importantes poblaciones polinesias, debido a las conexiones lineales e históricas. Los fiyianos siempre han sido considerados por la mayoría de la gente del Pacífico, en especial polinesios, como los parientes del carrasco. La ciencia moderna ha verificado recientemente esta conexión con la toma de muestras de ADN. La significación histórica de la que se establecieron las Islas Fiyi primero no es tan importante, por lo menos a los polinesios, como conexiones de los fijianos "lineales a otros isleños del Pacífico.  
- Total población: 1.4 millones a 2.2 millones

estimaciones de población se basan en estimaciones de objetos de los grupos étnicos correspondientes, los cuales se hace referencia
- -  * La población de Niue está basada en cálculos separados sobre la base de la población en su artículo correspondiente de Niue y el punto de referencia en el artículo que afirma el 90-95% de Niue viven en Nueva Zelanda
  -  **Los "samoanos" cifra de población provienen de las cifras combinadas del artículo sobre Samoa y Samoa Americana, el cual se hace referencia a él